# Coplilla de las divisas
«Coplilla de las divisas» o «Coplillas de las divisas», conocida popularmente como «Americanos», es una canción de 1953, con letra de Xandro Valerio y José Antonio Ochaíta, y música de Juan Solano Pedrero. Es el tema principal de la película española Bienvenido, Mister Marshall, dirigida por Luis García Berlanga, donde fue interpretada por Lolita Sevilla. Es una de las canciones más emblemáticas del cine español.
La canción, a ritmo de un pasacalle-tanguillo, al igual que la película, trata de la sátira de la ilusión desmesurada, rozando lo patético, de los habitantes de Villar del Río por obtener una parte de la ayuda económica estadounidense del Plan Marshall, en un país que vivía la autarquía de la dictadura franquista.
Fue versionada por el grupo El Consorcio en su LP Programa doble (1996).
En 2006 Albert Pla, convertido en hombre orquesta, realizó una interpretación libre de la canción durante la Gala de los XII Premios Goya como preámbulo a la entrega del premio a la Mejor música original.
En 2021 la cantante Diana Navarro junto a la Orquesta Sinfónica de Málaga interpretó la canción durante la Gala de los Premios Goya en el Teatro del Soho, en un homenaje a Berlanga, donde también apareció Carlos Latre imitando al actor Pepe Isbert.

## Letra «Americanos»
Coro:

Americanos, vienen a España guapos y sanos

Viva el tronío y viva un pueblo con poderío

Olé Virginia y Michigan

Y viva Texas que no está mal, [...] no está mal.

Os recibimos Americanos con alegría

Olé mi madre, olé mi suegra y olé mi tía

Americanos, vienen a España guapos y sanos

Olé mi madre, olé mi suegra y olé mi tía.